# إن جي سي 623 (مجرة)
NGC 623 هي مجرة إهليلجية كبيرة تقع في كوكبة النحات على بعد حوالي 400 مليون سنة ضوئية من مجرة درب التبانة. اكتشفه عالم الفلك البريطاني جون هيرشل عام 1837.